# Арго (група)
Арго је грчка група која је представљала Грчку на Песми Евровизије 2016. са песмом "Utopian Land" и није успела да се пласира у финале такмичења. Првобитни назив групе био је "Europond" али су га због учешћа на Песми Евровизије 2016. променили.

## Песма Евровизије 2016.
Ово је први пут, још од 2009, да је представник Грчке на овом такмичењу изабран интерно, а први пут, од 2001, да је представник непознат широј јавности. С песмом Utopian Land, група је наступила у првој полуфиналној вечери Еворвизије, одржаној 10.маја, где се нису изборили за пролазак у даље такмичење. После 40 година од свог првог учествовања, Грчка није наступила у финалу.

## Занимљивости
Арго је у грчкој митологији било име брода на који су се укрцали Аргонаути који су се под Јасоновим вођством упутили ка Колхиди у потрагу за златним руном. Древна Колхида је захватала област Понт на јужној обали Црног мора, чији мањи део данас припада Грчкој. Понт је специфичан по свом дијалекту грчког језика, на којем је отпевана евровизијска песма.